# Óleo de cânhamo

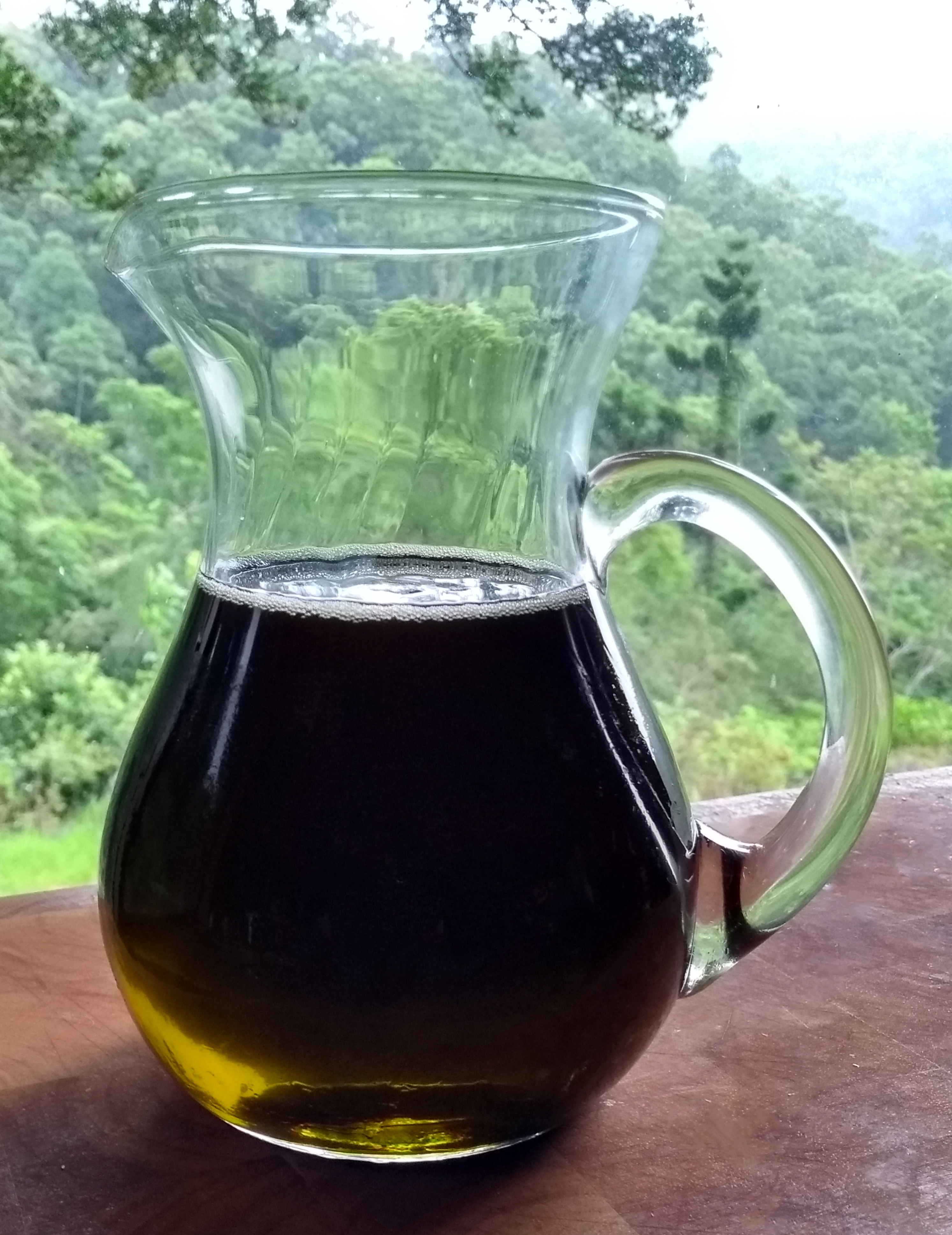
Óleo de semente de cânhamo.

O óleo de cânhamo (óleo de semente de cânhamo) é um óleo obtido pela prensagem de sementes de cânhamo. O óleo de cânhamo prensado a frio e não refinado tem uma cor verde-claro escura ou transparente, com sabor a noz. Quanto mais escura a cor, mais herbáceo o sabor. Não deve ser confundido com óleo de haxixe, um óleo contendo tetrahidrocanabinol feito da flor de Cannabis.

## Descrição
O óleo de semente de cânhamo refinado é transparente e incolor, com pouco sabor. É usado principalmente em produtos de cuidados corporais. O óleo de semente de cânhamo industrial é usado em lubrificantes, tintas, combustíveis e plásticos. O óleo de semente de cânhamo é usado na produção de sabões, champôs e detergentes. O óleo tem uma proporção de 3:1 de ácidos gordos essenciais ômega-6 e ômega-3 . Também pode ser usado como matéria-prima para a produção em larga escala de biodiesel.

## Fabricação
O óleo de semente de cânhamo é fabricado a partir de variedades de Cannabis sativa que não contêm quantidades significativas de tetrahidrocanabinol (THC), o principal elemento psicoativo presente na planta de cannabis. Este processo de fabricação normalmente inclui a limpeza da semente até 99,99% antes de prensar o óleo. Não há THC na semente de cânhamo, embora traços de THC possam ser encontrados no óleo de semente de cânhamo quando a matéria vegetal adere à superfície da semente durante a fabricação. A produção moderna de óleo de semente de cânhamo, especialmente no Canadá, reduziu com sucesso os valores de THC desde 1998. Amostras regulares credenciadas de THC no óleo de semente de cânhamo canadiano mostram níveis de THC geralmente abaixo do limite de detecção de 4ppm (partes por milhão, ou 4 mg/kg). O limite legal para o teor de THC em alimentos no Canadá é 10ppm. Na UE, alguns países têm limites definidos, como 5ppm ou "nenhum detetado", enquanto outros países da UE não têm limites definidos.

## Nutrição
Cerca de 49% do peso da semente de cânhamo é um óleo comestível que contém 76% de gordura poliinsaturada, incluindo ácidos gordos ômega-6, como ácido linoléico (LA, 54%) e ácido gama-linolênico (GLA, 3%), e ácidos gordos ômega-3, como ácido alfa-linolênico (ALA, 17%) e ácido estearidônico (2%). Tanto o LA quanto o ALA são ácidos gordos essenciais. Além disso, o óleo de semente de cânhamo contém 5% a 11% de gordura monoinsaturada e 5% a 7% de gordura saturada. Em comum com outros óleos e gorduras, o óleo de semente de cânhamo fornece 9 kcal/g.
Comparado com outros óleos culinários, o óleo de semente de cânhamo é pobre em gordura saturada e rico em gordura poli-insaturada. Tem um ponto de fumaça relativamente baixo e não é adequado para fritar. É usado principalmente como óleo alimentar e suplemento dietético.

## Galeria

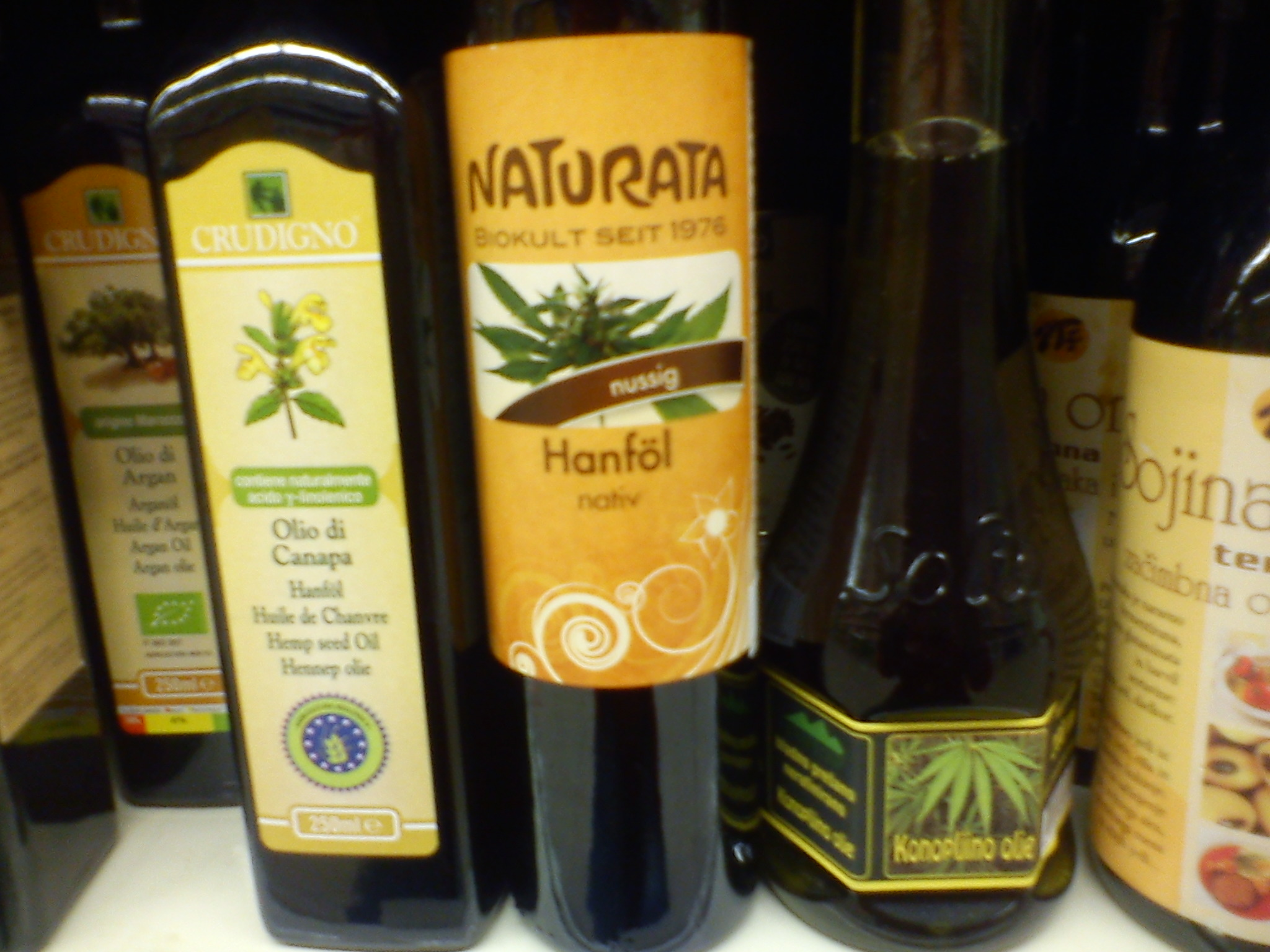
Frascos de óleo de semente de cânhamo
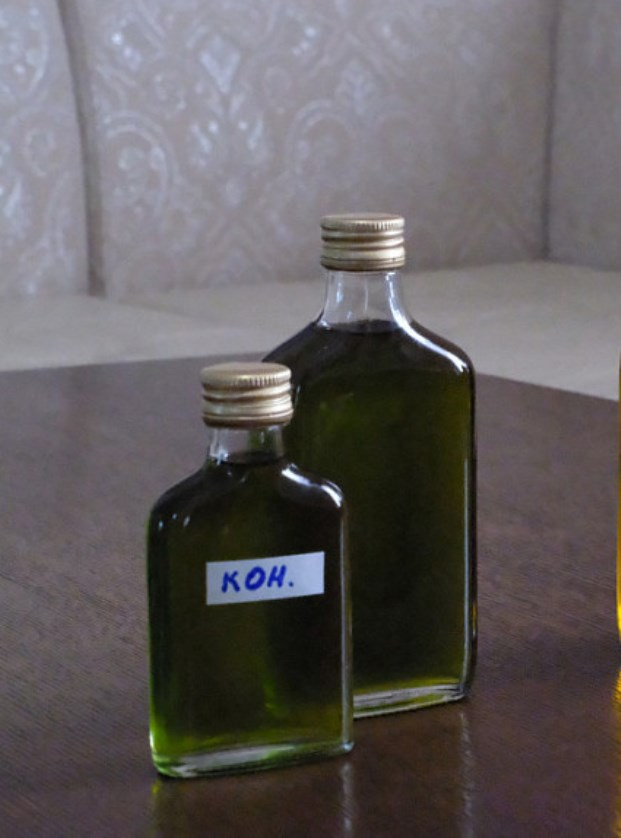
Um lote experimental de óleo de cânhamo produzido em garrafas na Buriácia.
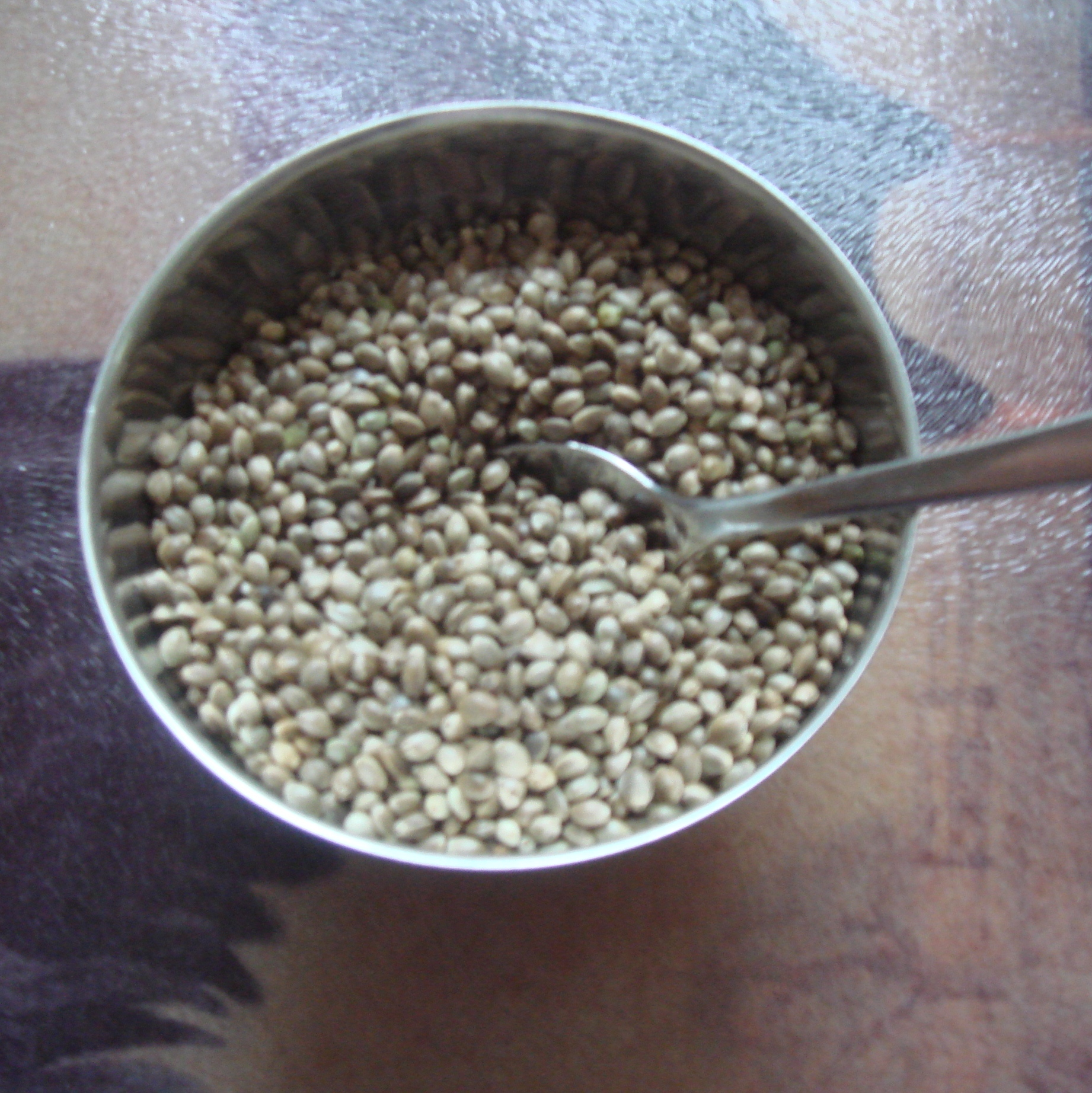
Sementes de cânhamo das quais o óleo de semente de cânhamo pode ser extraído.

## Sociedade e cultura
Em dezembro de 2021, os transportes públicos de Berlim ofereceram aos passageiros bilhetes de cânhamo comestível.